# Ferrocarril en Kenia
El transporte ferroviario en Kenia consta de una red de vía métrica y una nueva vía férrea de ancho estándar (SGR). Ambos ferrocarriles conectan la principal ciudad portuaria de Kenia, Mombasa, con el interior, pasando por la capital nacional, Nairobi. La red de vía métrica llega hasta la frontera con Uganda, y el ferrocarril de vía estándar Mombasa-Nairobi, financiado por un préstamo chino, llega hasta Suswa.

## Red
- Vía estrecha: 2.778 km de ancho de vía de 1.000 mm, algunas líneas abandonadas

- Ancho de vía estándar: 605 km 1.435 mm
  - Ferrocarril de ancho estándar Mombasa-Nairobi (SGR)
  - Extensión de la SGR a Naivasha

### Especificaciones
El ancho de carga de los nuevos ferrocarriles de ancho estándar en África es de 3.400 mm, el mismo que el Shinkansen original de Japón; también el de Corea y China. Permite la colocación de 2+3 asientos.
distancia entre trenes en el andén:
altura del andén:
altura del piso del vagón:

Azul: Gálibo de carga (1900-1919).
Gris: Gálibo de carga (1987).
Verde: Gálibo de carga del Shinkansen (1964).

- Radio mínimo de la curva, véase Radio mínimo de curva ferroviaria

### Enlaces ferroviarios con países adyacentes
- Etiopía - no
- Somalia - no hay ferrocarriles
- Sudán del Sur - no - propuesta de enlace a Juba (2005) con cambio de ancho de 1.000 mm / 1.067 mm
- Tanzania - el mismo ancho de vía de 1.000 mm (abandonado)[1]
- Uganda - sí - mismo ancho de vía - 1.000 mm
- El ferrocarril de ancho estándar Mombasa-Nairobi se extenderá hasta la frontera con Uganda, conectando con un ferrocarril de ancho estándar en Uganda.

### Servicios de pasajeros
El servicio de pasajeros entre Mombasa y Nairobi está disponible en el ferrocarril de ancho estándar Mombasa-Nairobi. Un tren de cercanías de ancho métrico conecta la nueva terminal de la SGR de Nairobi con la antigua estación del centro de la ciudad.

## Historia
El ferrocarril de Uganda fue construido originalmente por los británicos para proporcionar a Uganda un acceso al mar. La construcción comenzó en Mombasa en 1896 y llegó al lago Victoria en 1901. La línea recibió en parte el apodo de "Lunatic Line" después de que Henry Labouchère, miembro del parlamento británico, respondiera de forma burlona al apoyo del actual ministro de Asuntos Exteriores británico al proyecto en forma de poema:

Lo que costará no hay palabras para expresarlo,

Cuál es su objeto ningún cerebro puede suponer,

De dónde partirá nadie puede adivinar,

A dónde va nadie lo sabe,

Cuál es su utilidad nadie puede conjeturar,

Lo que llevará nadie puede definirlo,

Y a pesar de la conferencia superior de George Curzon,

Está claro que no es más que una línea lunática.

Y en parte por las dificultades encontradas durante su construcción, incluidos los leones devoradores de hombres que se comieron a una treintena de trabajadores antes de ser finalmente cazados y los gusanos devoradores de carne. En 1929, el Ferrocarril de Uganda se fusionó con los Ferrocarriles y Puertos de Kenia y Uganda, que a su vez se fusionaron con la East African Railways and Harbours Corporation (EAR&H) en 1948. La EAR&H gestionó los enlaces de transporte de Kenia, Uganda y Tanzania hasta que se disolvió la Comunidad Africana Oriental. La parte keniana del ferrocarril se convirtió en la Kenya Railways Corporation. Durante los 30 años siguientes, la red ferroviaria de Kenia se deterioró por falta de mantenimiento. En 2017, sólo la mitad de los ferrocarriles de ancho métrico de Kenia seguían funcionando.
En noviembre de 2006, el Consorcio de Ferrocarriles del Valle del Rift se hizo cargo de la explotación de los ferrocarriles en Kenia y Uganda mediante una concesión de 25 años. Sin embargo, RVR fue incapaz de dar un giro a las operaciones ferroviarias, obstaculizadas por una gestión corrupta y una infraestructura envejecida. En 2017, el Banco Mundial descubrió que un préstamo de 22 millones de dólares concedido para la compra de locomotoras renovadas se había desviado a una empresa fantasma controlada por ejecutivos de RVR. La Corporación de Ferrocarriles de Uganda emitió un aviso de incumplimiento a RVR en 2016, y la Corporación de Ferrocarriles de Kenia rescindió la concesión en abril de 2017.
En 2011, Kenia firmó un memorando de entendimiento con la China Road and Bridge Corporation para construir el ferrocarril de ancho estándar Mombasa-Nairobi (SGR). La financiación del proyecto, de 3.600 millones de dólares, se completó en mayo de 2014: el Exim Bank of China concedió un préstamo por el 90% del coste del proyecto y el 10% restante lo aportó el gobierno keniano. El servicio de pasajeros del SGR se inauguró el 31 de mayo de 2017. Las obras de ampliación de la SGR hasta Suswa han concluido.

## Mapa
- Mapa de Kenia (ONU)

### Más lecturas
- Rose, Alan (1991). Man Eaters Motel and other stops on the railway to nowhere : an East African traveller's nightbook, including a summary history of Zanzibar and an account of the slaughter at Tsavo : together with a sketch of life in Nairobi and at Lake Victoria, a brief and worried visit to the Ugandan border, and a survey of angling in the Aberdares. Ticknor & Fields. ISBN 0-395-58082-X. OCLC 23220233.
- Patience, Kevin (1976). Steam in East Africa : a pictorial history of the railways in East Africa, 1893-1976. Heinemann. OCLC 3781370.
- Patience, Kevin (1996). Steam twilight : the last years of steam on Kenya railways. K. Patience. OCLC 37615720.
- Ramaer, Roel (1974). Steam locomotives of the East African railways.. David & Charles. ISBN 0-7153-6437-5. OCLC 1086325.
- Ramaer, Roel (2009). Gari la Moshi : steam locomotives of the East African Railways. Stenvall. ISBN 978-91-7266-172-1. OCLC 502034710.
- Robinson, Neil (2009), North, East and Central Africa, World Rail Atlas, ISBN 978-954-92184-3-5, OCLC 775130252.